# نقش جبل ضبوب
نقش جبل ضبوب (المعروف أيضًا باسم جبل ضبوب 1) هو نقش جرافيتي جنوبي عربي مؤلف من نسخة صغيرة جدًا من اللغة السبئية المتأخرة ويرجع تاريخه إلى القرن السادس، وهو مشهور بظهور نسخة ما قبل الإسلام من البسملة. وقد عُثر عليه على واجهة صخرية في أعلى الجانب الشرقي لجبل ضبوب (أو ثبوب) في منطقة الضالع باليمن ونشرها لأول مرة في عام 2018 الباحثان م. أ. الحاج وأ. أ. فقع.

## المحتوى
النص عبارة عن سطرين طويلين. وجاء في الطبعة الأساسية ما يلي:
ب¹مله | رحمن | رحمن | ر | s¹mwt r{z}{q}n | مفضلك | وارن | م ح | s²كمت ايمن

## التأريخ
يرجع تاريخ النقش من الناحية القديمة إلى أحدث مرحلة من التوثيق في جنوب شبه الجزيرة العربية، في القرن السادس أو أوائل القرن السابع، لكنه يُعتبر من عصور ما قبل الإسلام أو صدر الإسلام الباكر نظرًا لافتقاره إلى العبارات العربية الموحدة المعروفة من النقوش الإسلامية المبكرة، وخاصة في كتابات الجرافيتي الإسلامية المبكرة.

## التفسير والأهمية
وقد فسرت النسخة الأميرية النقش على النحو التالي:
بسم للاه الرحمن الرحيم ربه السمواته الرزاق ) الذيه( مفضلك ) أيها الإنسان( والمردف نعمهه عليك ) انتم( أعطاك الإيمانه) بسم للاه الرحمن الرحيم ربه السمواته (أسألكه( الرزق من فضلك وأنك معقوله عقله ) قبله(قوة حالوة(الايمان
قدمت دراسة لاحقة قراءة منقحة:
بسم الله الرحمن

 ارحمنا رب السموات
ارزقنا من فضلك

 وآتنا عقل هداية أيامنا
ربما كان المؤلف يهوديًا. ومن الجدير بالذكر أن هذا النقش يحتوي على إشارة عربية ما قبل الإسلام إلى البسملة، والتي تستحضر الإله التوحيدي الرحمن. ومع ذلك، في حين أن هذا النقش هو على ما يبدو أول حالة موثقة حيث تم الجمع بين "بسم الله" و"الرحمن الرحيم"، فإن الشكل القرآني للبسملة يحتوي على توسع لغوي إلى شكل ثلاثي ليشمل الصفة النهائية الرحيم. ومن الممكن أن يكون هذا التوسع قد تم لتسهيل القافية القرآنية الشائعة.
إن الطلب "ارحمنا يا رب السموات" يشبه العبارة الكتابية "ارحمنا يا رب ارحمنا" في المزمور 123 : 3. وبالمثل، فإن الطلب "أن يمنحنا جوهره في نهاية أيامنا" قد يكون أيضًا إشارة إلى مقطع مزمور آخر، حيث يسأل القارئ "هكذا علمنا أن نحصي أيامنا، فننال قلب الحكمة" ( مزمور 90 [الإنجليزية]: 12). الصياغة الخاصة لرب السماوات معروفة أيضًا من القرآن ( رب السماوات والعرضي ، س 19:65). في استخدامه لكلا المصطلحين "الله"، وهو لفظ الجلالة التوحيدي في شمال الجزيرة العربية قبل الإسلام، و"الرحمن"، قد يعكس هذا النقش توفيقًا نتج عن تحالف بين قبائل عربية متعددة ليرمز إلى وحدتهم السياسية.
إلى جانب نقش عبد شمس ونقش ري الزلالة [الإنجليزية]، يشير نقش جبل ضبوب إلى أن استخدام مصطلح الله كان موجودًا على نطاق واسع من الموحدين العرب.

## طالع أيضًا
- التوحيد عند العرب قبل الإسلام [الإنجليزية]
- حنيف
- نقش النمارة
- نقش ري الزلالة